# Campionati africani di ciclismo su strada - Cronometro a squadre maschile Elite
La Cronometro a squadre maschile Elite è uno degli eventi disputati durante i Campionati africani di ciclismo su strada. Per la prima volta fu corsa nel 2009. 

## Albo d'oro
Aggiornato all'edizione 2023.
| Anno | Vincitore                                                                                 | Secondo                                                                                  | Terzo                                                                             |
| ---- | ----------------------------------------------------------------------------------------- | ---------------------------------------------------------------------------------------- | --------------------------------------------------------------------------------- |
| 2009 | Sudafrica Reinardt Janse van Rensburg Ian McLeod Jay Robert Thomson Christoff van Heerden | Namibia Jacques Celliers Heinrich Koehne Victor Krohne Lotto Petrus                      | Libia Mohamed Ali Almabruk Abubregh Faysal Shaban Alsharaa Ahmed Youcef Belgasem  |
| 2010 | Eritrea Ferekalsi Debesay Meron Russom Tesfai Teklit Daniel Teklehaimanot                 | Sudafrica Reinardt Janse van Rensburg Luthando Kaka Jason Bakke                          | Etiopia Msgena Kindeya Sollomon Bittew Shiferaw Goton Mebrahtu Biru               |
| 2011 | Eritrea Natnael Berhane Ferekalsi Debesay Jani Tewelde Daniel Teklehaimanot               | Sudafrica Reinardt Janse van Rensburg Herman Fouche Louis Meintjes Jaco Venter           | Marocco Reda Aadel Adil Jelloul Mouhssine Lahsaini Abdelatif Saadoune             |
| 2012 | Eritrea Natnael Berhane Ferekalsi Debesay Jani Tewelde Daniel Teklehaimanot               | Tunisia Ali Akkouche Rafaâ Chtioui Maher Hasnaoui Ahmed M'Raïhi                          | Algeria Adil Barbari Hichem Chaabane Karim Hadjbouzit Fayçal Hamza                |
| 2013 | Eritrea Natnael Berhane Meron Russom Daniel Teklehaimanot Meron Teshome                   | Algeria Adil Barbari Hichem Chaabane Azzedine Lagab Abdelmalek Madani                    | Sudafrica Calvin Beneke Shaun-Nick Bester Johannes Nel Ryan Gibbons               |
| 2014 | non disputata                                                                             | non disputata                                                                            | non disputata                                                                     |
| 2015 | Eritrea Natnael Berhane Mekseb Debesay Merhawi Kudus Daniel Teklehaimanot                 | Sudafrica Nickolas Dlamini Reinardt Janse van Rensburg Louis Meintjes Jay Robert Thomson | Etiopia Getachew Atsbha Temesgen Buru Kibrom Giday Tsgabu Grmay                   |
| 2016 | Eritrea Elias Afewerki Tesfom Okubamariam Amanuel Gebreigzabhier Mekseb Debesay           | Algeria Azzedine Lagab Abderrahmane Mansouri Abderrahmane Bechlagheme Nassim Saidi       | Marocco Lahcen Saber Mouhssine Lahsaini Salah Eddine Mraouni Mohmed Amine Errafai |
| 2017 | Eritrea Meron Abraham Awet Habtom Amanuel Gebrezgabihier Meron Teshome                    | Algeria Azzedine Lagab Abdelkader Belmokhtar Abderrahmane Mansouri Abdellah Ben Youcef   | Ruanda Joseph Areruya Samuel Mugisha Valens Ndayisenga Jean Bosco Nsengimana      |
| 2018 | Eritrea Mekseb Debesay Amanuel Gebreigzabhier Metkel Eyob Saymon Musie                    | Ruanda Adrien Niyonshuti Valens Ndayisenga Jean Bosco Nsengimana Joseph Areruya          | Algeria Azzedine Lagab Youcef Reguigui Abderrahmane Mansouri Islam Mansouri       |
| 2019 | Eritrea Meron Teshome Yakob Debesay Mekseb Debesay Sirak Tesfom                           | Ruanda Valens Ndayisenga Moïse Mugisha Jean Bosco Nsengimana Jean Claude Uwizeye         | Etiopia Tesfay Teklehaymanot Temesgen Buru Redwan Ebrahim Fiseha Gebremariam      |
| 2020 | non disputata                                                                             | non disputata                                                                            | non disputata                                                                     |
| 2021 | Sudafrica Ryan Gibbons Kent Main Gustav Basson Jason Oosthuizen                           | Ruanda Jean Bosco Nsengimana Moïse Mugisha Jean Eric Habimana Joseph Areruya             | Algeria Nassim Saidi Youcef Reguigui Hamza Mansouri Azzedine Lagab                |
| 2022 | Eritrea Aklilu Gebrehiwet Mikiel Habtom Henok Mulubrhan Dawit Yemane                      | Sudafrica Gustav Basson Reinardt Janse van Rensburg Kent Main Callum Ormiston            | Algeria Salah Eddine Ayoubi Cherki Azzedine Lagab Hamza Mansouri Islam Mansouri   |
| 2023 | Algeria Nassim Saidi Azzedine Lagab Hamza Amari Hamza Mansouri                            | Eritrea Nahom Zerai Henok Mulubrhan Milkias Kudus Aklilu Arefayne                        | Ruanda Renus Byiza Uhiriwe Jean Bosco Nsengimana Etienne Tuyizere Moïse Mugisha   |

## Medagliere
| Pos.   | Nazione   | Oro | Argento | Bronzo | Totale |
| ------ | --------- | --- | ------- | ------ | ------ |
| 1      | Eritrea   | 10  | 1       | 0      | 11     |
| 2      | Sudafrica | 2   | 4       | 1      | 7      |
| 3      | Algeria   | 1   | 3       | 4      | 8      |
| 4      | Ruanda    | 0   | 3       | 2      | 5      |
| 5      | Namibia   | 0   | 1       | 0      | 1      |
| 5      | Tunisia   | 0   | 1       | 0      | 1      |
| 7      | Etiopia   | 0   | 0       | 3      | 3      |
| 8      | Marocco   | 0   | 0       | 2      | 2      |
| 9      | Libia     | 0   | 0       | 1      | 1      |
| Totale | Totale    | 13  | 13      | 13     | 39     |